# Marvin Benard
Marvin Larry Benard (ur. 20 stycznia 1970) – nikaraguański baseballista, który przez dziewięć sezonów występował w Major League Baseball w zespole San Francisco Giants na pozycji zapolowego.
11 kwietnia 2010 przyznał się do brania sterydów po kontuzji kolana, którą odniósł w 2002 roku. Przyznał, że zażywał je by powrócić do drużyny na World Series, do których zespół Giants wówczas awansował.